# Soehrensia crassicaulis
Soehrensia crassicaulis ist eine Pflanzenart aus der Gattung Soehrensia in der Familie der Kakteengewächse (Cactaceae). Das Artepitheton crassicaulis leitet sich von den lateinischen Worten crassus für ‚dick‘ sowie caulis für ‚Trieb‘ ab.

## Beschreibung
Soehrensia crassicaulis verzweigt häufig von der Basis aus und bildet kleine Gruppen. Die kugelförmigen bis kurz zylindrischen, grünen Triebe sind oft zu ihrer Spitze hin verjüngt. Sie erreichen Wuchshöhen von bis zu 16 Zentimetern und weisen Durchmesser von 11,5 Zentimeter auf. Es sind neun bis 14 breite und gerundete Rippen vorhanden. Die auf ihnen befindlichen Areolen sind hellbraun und stehen bis zu 1,5 Zentimeter voneinander entfernt. Aus ihnen entspringen hellgelbe, braun gespitzte Dornen, die im Alter dunkler werden. Die ein bis fünf pfriemlichen Mitteldornen sind 3,3 bis 3,7 Zentimeter lang. Die sieben bis zwölf Randdornen werden mit der Zeit recht kräftig und weisen eine Länge von bis zu 3 Zentimeter auf.
Die kurz trichterförmigen, roten Blüten sind bis zu 8 Zentimeter lang und erreichen einen Durchmesser von 9 Zentimeter.

## Verbreitung und Systematik
Soehrensia crassicaulis ist in der argentinischen Provinz Catamarca in mittleren Höhenlagen von 2500 bis 3000 Metern verbreitet.
Die Erstbeschreibung als Lobivia crassicaulis durch Roberto Kiesling wurde 1970 veröffentlicht. Boris O. Schlumpberger stellte die Art 2012 in die Gattung Soehrensia. Weitere nomenklatorische Synonyme sind Echinopsis crassicaulis (R.Kiesling) H.Friedrich & Glaetzle (1983), Lobivia grandiflora var. crassicaulis (R.Kiesling) Rausch (1987) und Trichocereus crassicaulis (R.Kiesling) Lodé (2012).  Darüber hinaus wurden folgende Taxa als Synonym in die Art einbezogen: Helianthocereus crassicaulis Backeb. (1966, nom. inval. ICBN-Artikel 8.4) und Lobivia huascha var. crassicaulis (Backeb.) Rausch (1976, nom. inval. ICBN-Artikel 8.4).

## Nachweise